# Domänenfrage
Als Domänenfrage bezeichnet man den Konflikt um das ehemalige fürstliche Kammergut in den deutschen Bundesstaaten bis 1918 sowie in der Weimarer Republik.
Während die parlamentarischen Vertretungen der Ansicht waren, dass diese Güter Staatseigentum seien, beanspruchten sie die regierenden Häuser als Privateigentum. Hintergrund war, dass die Domänen als Anhängsel der Souveränität betrachtet wurden. Ihr Übergang in Staatseigentum bedeutete damit zugleich den Verlust der Souveränität für den Landesherrn. Staatseigentum konnten die Domänen aber nur im rechtspersönlichen Staat werden. Da im 19. Jahrhundert noch nicht alle Glieder des Deutschen Bundes oder Deutschen Reiches rechtspersönliche Staaten waren, drehte sich der Streit um die Domänen auch um die Staatswerdung selbst.
Für die Domänenfrage musste nach 1918 eine endgültige Lösung gefunden werden. Eine rasche Einigung wurde noch 1919 im Freistaat Coburg mit der Gründung der Coburger Landesstiftung erzielt. In Bayern fanden Staat und Wittelsbacher 1923 mit der Gründung des Wittelsbacher Ausgleichsfonds und der Wittelsbacher Landesstiftung einen Kompromiss. In beiden Fällen wurden die Domänen zwischen Staat und Dynastie aufgeteilt und die Kunstsammlungen in eine Stiftung eingebracht.
Die Unzufriedenheit mit den Ansprüchen mancher ehemaligen Fürstenhäuser führte zur Forderung nach der Fürstenenteignung 1926.
Politische Brisanz erhielt die Domänenfrage im Herbst 2006 bei der Affäre um die Handschriftenverkäufe der Badischen Landesbibliothek.